# Anthomyia albipennis
Anthomyia albipennis är en tvåvingeart som först beskrevs av Johann Wilhelm Meigen 1826.  Anthomyia albipennis ingår i släktet Anthomyia och familjen blomsterflugor.
Artens utbredningsområde är Tyskland. Inga underarter finns listade i Catalogue of Life.